# 전략
전략(戰略, 영어: strategy)은 불확실성의 조건 하에서 하나 이상의 장기적 또는 전체적인 목표를 달성하기 위한 일반적인 계획이다. 군사 전술, 공성전, 물류 등을 포함한 여러 하위 기술을 아우르는 "장군의 기술"이라는 의미에서, 이 용어는 서기 6세기에 동로마 제국 용어로 사용되기 시작했으며, 서양 자국어로는 18세기에 들어서야 번역되었다. 그 후 20세기까지 "전략"이라는 단어는 "두 적대자가 상호작용하는 군사 분쟁에서 위협 또는 실제 무력 사용을 포함하여 정치적 목적을 추구하려는 포괄적인 방법"을 의미하게 되었다.
전략은 목표 달성에 사용할 수 있는 자원이 대개 한정되어 있기 때문에 중요하다. 전략은 일반적으로 목표와 우선순위를 설정하고, 목표 달성을 위한 행동을 결정하며, 행동을 실행하기 위한 자원을 동원하는 것을 포함한다. 전략은 (수단인 자원으로) (목표인) 목적을 어떻게 달성할지 설명한다. 전략은 의도적으로 계획될 수도 있고, 조직이 환경에 적응하거나 경쟁하면서 활동 패턴으로 나타날 수도 있다. 여기에는 전략 기획 및 전략적 사고와 같은 활동이 포함된다.
맥길 대학교의 헨리 민츠버그는 전략을 계획으로 보는 관점과 대조하여 전략을 일련의 결정에서 나타나는 패턴으로 정의했다. 반면 맥스 맥키온 (2011)은 "전략은 미래를 형성하는 것"이며 "가용한 수단으로 바람직한 목적에 도달하려는 인간의 시도"라고 주장한다. 블라디미르 크빈트는 전략을 "충실히 따른다면 장기적인 성공을 보장할 교리를 찾고, 공식화하며, 개발하는 시스템"으로 정의한다.

## 군사 이론
정치적 관점을 군사적 관점에 종속시키는 것은 터무니없는 일이다. 전쟁을 창조한 것은 정책이기 때문이다...정책은 인도하는 지능이며, 전쟁은 단지 도구일 뿐, 그 반대는 아니다.— 카를 폰 클라우제비츠의 전쟁론

군사 이론에서 전략은 "국가의 모든 병력을 평화시와 전시 모두에 대규모 장기 계획 및 개발을 통해 활용하여 안보와 승리를 보장하는 것"이다(랜덤 하우스 사전).
서구 현대 전략학의 아버지인 카를 폰 클라우제비츠는 군사 전략을 "전쟁의 목적을 달성하기 위한 전투의 운용"으로 정의했다. 바실 헨리 리델 하트의 정의는 전투에 대한 강조가 덜하며, 전략을 "정책의 목적을 달성하기 위해 군사 수단을 분배하고 적용하는 기술"로 정의했다. 따라서 둘 다 군사적 목표보다 정치적 목적을 우선시했다. 미국 해군 전쟁 대학의 강사 앤드류 윌슨은 전략을 "정치적 목적이 군사적 행동으로 전환되는 과정"으로 정의했다. 로렌스 프리드먼은 전략을 "권력을 창조하는 기술"로 정의했다.
동양의 군대 철학은 훨씬 더 오래전으로 거슬러 올라가는데, 예를 들어 기원전 500년경의 손무의 손자병법이 있다.

### 대테러 전략
대테러는 수많은 경쟁적인 관료 기관들의 협력적인 노력을 포함하기 때문에, 국가 정부는 종종 국가적 차원에서 포괄적인 대테러 전략을 수립한다. 국가 대테러 전략은 정부가 국력을 사용하여 테러리스트, 그들의 조직 및 네트워크를 무력화시켜 폭력을 통해 공포를 주입하고 정부나 시민에게 테러리스트의 목표에 부합하도록 강요하는 능력을 상실하게 만드는 계획이다. 미국은 과거에 여러 차례 이러한 전략을 수립했는데, 예를 들어 미국 국가 대테러 전략 (2018); 오바마 시대의 국가 대테러 전략 (2011); 그리고 테러리즘 퇴치를 위한 국가 전략 (2003) 등이 있다. 또한 2014년 이라크 이슬람 국가 및 레반트 대응 전략, 2016년 미국 내 폭력적 극단주의 예방을 위한 지역 파트너 역량 강화 전략 이행 계획 등 여러 보조 또는 지원 계획도 있었다. 유사하게, 영국의 대테러 전략인 CONTEST는 "테러리즘으로부터 영국과 그 시민, 해외 이익에 대한 위험을 줄여 사람들이 자유롭고 자신감 있게 생활할 수 있도록 하는 것"을 목표로 한다.

## 경영 이론
경쟁 전략을 수립하는 본질은 기업을 그 환경과 연결시키는 것이다.
— 마이클 포터

현대 사업 전략은 1960년대에 학문 및 실천 분야로 등장했다. 그 이전에는 "전략"과 "경쟁"이라는 단어가 가장 저명한 경영 문헌에 거의 나타나지 않았다.
앨프레드 챈들러는 1962년에 다음과 같이 썼다: "전략은 기업의 기본적인 장기 목표의 결정과 이 목표를 수행하는 데 필요한 행동 방침의 채택 및 자원의 배분이다." 마이클 포터는 1980년에 전략을 "...사업이 어떻게 경쟁할 것인지, 목표는 무엇인지, 그리고 그 목표를 수행하는 데 필요한 정책은 무엇인지에 대한 광범위한 공식"이자 "...기업이 추구하는 목적(목표)과 그 목적을 달성하려는 수단(정책)의 조합"으로 정의했다.

### 정의
헨리 민츠버그는 1998년에 전략의 다섯 가지 정의를 제시했다.
- 전략을 계획으로 – 의도된 목표 세트를 달성하기 위한 지시된 행동 과정; 전략 기획 개념과 유사.
- 전략을 패턴으로 – 계획되거나 의도된 것이 아니라 시간이 지남에 따라 실현된 과거 행동의 일관된 패턴. 실현된 패턴이 의도와 다를 경우, 그는 전략을 '발현적'이라고 언급했다.
- 전략을 위치로 – 소비자 또는 기타 이해관계자의 개념적 틀을 기반으로 시장 내에서 브랜드, 제품 또는 기업의 위치를 정하는 것; 주로 기업 외부 요인에 의해 결정되는 전략.
- 전략을 책략으로 – 경쟁자를 속이기 위한 특정 기동.
- 전략을 관점으로 – "사업 이론" 또는 조직의 사고방식이나 이념적 관점의 자연스러운 연장선상에서 전략을 실행하는 것.[20]

복잡계 이론가들은 전략을 사회경제적 맥락에서 행동으로 이어지는 조직의 내부 및 외부 측면이 전개되는 것으로 정의한다.

### 전략적 문제
1998년, 크라우치는 전략적 문제를 동적인 시장에서 다양한 주체들 간의 치열한 경쟁부터 조화로운 협력에 이르는 유연한 관계를 유지하는 것으로 정의했다. 크라우치는 주체들 간의 협력 가능성에 개방적이었지만, 그의 접근 방식은 여전히 전략이 시장 조건과 조직 구조에 의해 형성된다는 점을 강조했다. 이러한 견해는 포터와 민츠버그가 제시한 전략 정의와 일치한다.
대조적으로 버넷은 전략을 방법론을 통해 공식화된 계획으로 간주하며, 전략적 문제는 여섯 가지 과업을 포함한다: 목표 공식화, 환경 분석, 전략 공식화, 전략 평가, 전략 구현, 그리고 전략 통제.
문헌에 따르면 전략적 문제의 정의에는 두 가지 주요 출처가 있다. 첫째는 환경적 요인과 관련이 있고, 둘째는 조직적 맥락에 중점을 둔다(묵헤르지 & 허타도, 2001). 이 두 출처는 안소프와 헤이즈(1981)가 원래 제안한 세 가지 차원을 요약한다. 그들에 따르면, 전략적 문제는 내부 및 외부 문제 분석, 이를 해결하는 프로세스, 그리고 관련된 변수들에서 발생한다.
테라와 파사도르의 관점에서, 조직과 그 주변 시스템은 밀접하게 연결되어 있으며, 생존을 위해 서로에게 의존한다. 이는 전략이 능동적이고 반응적인 균형을 이루어야 함을 의미한다. 여기에는 환경에 대한 조직의 영향을 인식하고 해를 최소화하기 위해 행동하며, 새로운 요구에 적응하는 것이 포함된다. 전략은 또한 조직의 내부 및 외부 측면을 정렬하고 모든 관련 실체를 포함해야 한다. 이는 조직이 지속 가능한 생태계의 일부가 되는 복잡한 사회경제 시스템을 구축하는 데 도움이 된다.

### 복잡성 이론
R. D. 스테이시가 명료하게 제시한 복잡성 과학은 발현적 전략과 의도적 전략을 조화시킬 수 있는 개념적 틀을 나타낸다. 복잡성 접근 방식 내에서 "전략"이라는 용어는 행동과 복잡하게 연결되어 있다. 복잡계 이론가들은 프로그램을 고도로 질서 잡히고 덜 혼란스러운 환경에서 효과적인 미리 결정된 순서에 불과하다고 본다. 반대로 전략은 행동을 이끄는 결정된 조건(질서)과 불확실성(무질서)을 동시에 검토함으로써 나타난다. 복잡계 이론은 전략이 실행을 포함하고, 통제와 발현을 아우르며, 내부 및 외부 조직적 측면을 모두 면밀히 검토하고, 책략이나 다른 어떤 행위나 과정의 형태를 취할 수 있다고 가정한다.
스테이시의 연구는 복잡성 원리를 전략 분야에 적용하려는 선구적인 노력으로 평가된다. 이 저자는 자기 조직화와 혼돈 원리를 적용하여 전략, 조직 변화 역학, 그리고 학습을 설명했다. 그의 제안들은 선택과 경쟁적 선택의 진화 과정을 통해 접근되는 전략을 옹호한다. 이러한 맥락에서, 이상 현상의 수정은 부정적 피드백을 포함하는 행동을 통해 발생하며, 혁신과 지속적인 변화는 긍정적 피드백에 의해 안내되는 행동에서 비롯된다.
동적으로 볼 때, 전략 경영의 복잡성은 테라와 파사도르의 "공생 역학" 모델을 통해 설명될 수 있다. 이 모델은 생산의 사회적 조직을 외부 환경과 상호 연결된 두 개의 별개 시스템이 공생 관계에서 상호작용하는 것으로 이해한다. 조직의 사회적 네트워크는 조직의 생명력을 통제하는 자기 참조적 실체로 작용하며, 기술적 구조는 자원을 처리하여 사회 시스템에 공급하는 목적 지향적인 "기계"와 유사하다. 이러한 얽힌 구조들은 교란과 잔류물을 교환하면서 개방성을 통해 외부 세계와 상호작용한다. 본질적으로, 조직은 자신을 생산하면서도 타자 생산을 수행하며, 하위 시스템 전반의 에너지와 자원 흐름을 통해 생존한다.
이러한 역동성은 전략적 함의를 가지며, 운영 및 재생 능력을 설정하는 일련의 인력 유인 요소를 통해 조직 역학을 관리한다. 따라서 전략가들의 주요 역할 중 하나는 "인력 유인 요소"를 식별하고 이들이 조직 역학에 미치는 영향을 평가하는 것이다. 공생 역학 이론에 따르면, 리더와 기술 시스템 모두 인력 유인 요소로 작용하여 조직 역학 및 외부 교란에 대한 반응에 직접적인 영향을 미칠 수 있다. 테라와 파사도르는 또한 조직이 생산하는 동안 환경적 엔트로피에 기여하여 하위 시스템, 심지어 조직 자체 내에서도 급작스러운 파열과 붕괴로 이어질 수 있다고 주장한다. 이 문제에 비추어 볼 때, 저자들은 생존에 적합한 매개변수 내에서 환경의 안정성을 유지하기 위해 개입하는 조직이 더 긴 수명을 보이는 경향이 있다고 결론 내린다.
공생 역학 이론은 조직이 외부 환경(시장, 사회, 환경)에 미치는 영향을 인정하고, 이러한 상호 작용에서 발생하는 요구에 적응하면서 그들의 저하를 줄이기 위해 체계적으로 행동해야 한다고 주장한다. 이를 달성하기 위해 조직은 모든 상호 연결된 시스템을 의사 결정 과정에 통합하여 안정적이고 지속 가능한 방식으로 통합되는 복잡한 사회경제 시스템을 구상할 수 있어야 한다. 이러한 주도성과 반응성의 조화는 조직 자체의 생존을 보장하는 데 필수적이다.

### 구성 요소
리처드 P. 루멜트 교수는 2011년에 전략을 문제 해결의 한 유형으로 설명했다. 그는 좋은 전략에는 그가 핵심이라고 부르는 기본 구조가 있다고 썼다. 핵심은 세 가지 부분으로 구성된다: 1) 당면 과제의 본질을 정의하거나 설명하는 진단; 2) 당면 과제에 대처하기 위한 지침 정책; 그리고 3) 지침 정책을 실행하기 위해 고안된 일관된 행동.
존 F. 케네디 대통령은 1962년 10월 22일 쿠바 미사일 위기 대국민 연설에서 전략의 세 가지 요소를 다음과 같이 설명했다.
1. 진단: "우리 정부는 약속한 대로 쿠바 섬에 대한 소련의 군사력 증강을 가장 면밀히 감시해 왔습니다. 지난주, 명확한 증거로 이 봉쇄된 섬에 일련의 공격용 미사일 기지가 준비 중이라는 사실이 확인되었습니다. 이 기지들의 목적은 서반구에 대한 핵 공격 능력을 제공하는 것 외에는 없습니다."
2. 지침 정책: "따라서 우리의 확고한 목표는 이 미사일들이 이 나라나 다른 나라에 사용되는 것을 막고, 서반구에서 이 미사일들을 철수시키거나 제거하는 것입니다."
3. 행동 계획: 일곱 가지 단계 중 첫 번째는 다음과 같았다: "이 공격적 증강을 중단시키기 위해 쿠바로 선적되는 모든 공격용 군사 장비에 대한 엄격한 검역이 시작됩니다. 어느 국가나 항구에서든 쿠바로 향하는 모든 종류의 선박은 공격용 무기 화물을 실은 것이 확인될 경우 돌려보내질 것입니다."[35]

루멜트는 2011년에 전략의 세 가지 중요한 측면은 "사전 계획, 타인의 행동 예측, 그리고 조정된 행동의 의도적인 설계"라고 썼다. 그는 전략을 계획이나 선택이 아니라, 다양한 요소들이 배열되고 조정되며 조화되어야 하는 설계 문제 해결이라고 설명했다.

### 공식화와 구현
전략은 일반적으로 두 가지 주요 과정, 즉 공식화와 구현을 포함한다. 공식화는 환경이나 상황을 분석하고, 진단을 내리며, 지침 정책을 개발하는 것을 포함한다. 여기에는 전략 기획 및 전략적 사고와 같은 활동이 포함된다. 구현은 지침 정책에 의해 설정된 목표를 달성하기 위해 취해지는 행동 계획을 의미한다.
브루스 헨더슨은 1981년에 다음과 같이 썼다: "전략은 현재 이니셔티브의 미래 결과를 예측하는 능력에 달려 있다." 그는 전략 개발의 기본 요건에는 다른 요소들 외에도 다음이 포함된다고 썼다: 1) 환경, 시장 및 경쟁사에 대한 광범위한 지식;
2) 이 지식을 상호 작용하는 동적 시스템으로 검토할 수 있는 능력; 그리고
3) 특정 대안 중에서 선택할 상상력과 논리. 헨더슨은 전략이 다음과 같은 이유로 가치 있다고 썼다: "유한한 자원, 적대자의 능력과 의도에 대한 불확실성; 자원의 되돌릴 수 없는 투입; 시간과 거리에 걸쳐 행동을 조정해야 할 필요성; 주도권 통제에 대한 불확실성; 그리고 적대자들 간의 상호 인식의 본질."

## 게임 이론
게임 이론에서 플레이어의 전략은 특정 환경에서 플레이어가 선택할 수 있는 옵션 중 하나이다. 그들이 얻는 최적의 결과는 자신의 행동뿐만 아니라 다른 플레이어의 행동에도 달려 있다. 전략은 지속가능한 생존활동을 목표로 놓았을 경우 이를 위한  전략 선택은 행동패턴, 형태, 의사결정규칙등 다양한 반응으로 나타날 수 있다. 따라서 전략은 경쟁자 또는 환경 등의 상대방을 전제해야 성립된다. 이러한 맥락에서 게임이론(game理論)이 참여자들의 행동에 따라 결과가 변하는 게임에서 승리를 위해 할 수 있는 가장 합리적인 행동을 분석하는 이론으로 다루어지는 것처럼 전략 역시 상황에 따라  선택,수정,폐기됨으로써 끊임없이 변화되어야한다. 한편 게임이론의 간단한 예로는 매-비둘기 게임이 있다.

## 경쟁관계
역사적으로 많은 전문가들이 전략의 전제조건으로서 '경쟁'(競爭,competition)을 명제화한다. 광범위한 영역에서 피터 드러커(Peter Drucker)교수는 전략을 다루는데 있어서 경영학적으로 경쟁을 주요하게 언급한 인물로 잘 알려져있다. 또한 마이클 포터(Michael E. Porter)는 직접적으로 전략을 정의하려고 시도한 주요한 인물중 한명으로 언급된다. 또한 손자병법에서 일찍이 경쟁은 이기기 위한 것이라기보다는 살아남기 위한 것으로 언급한바있다.  이러한 맥락에서 경쟁(competition)은 동물행동학에서 언급하는 생존과 번식에 관한 경쟁 및 이들이 취하는 전략과 많은 유사성을 보인다.

## 같이 보기
- 단기전(생존전략)
- 장기전(세력전략)
- 전술
- 화전양면전술
- 군사 전략
- 계획
- 시너지
- 병법
  - 무경칠서(무경십서)
    - 오자병법
    - 손자병법
- 진화게임이론
- 팃포탯 전략